# Caravelí (distrito)
O Distrito peruano de Caravelí é um dos treze distritos que formam a Província de Caravelí, situada no Departamento de Arequipa, pertencente a Região Arequipa, Peru.

## Transporte
O distrito de Caravelí é servido pela seguinte rodovia:
- AR-104, que liga o distrito de Atico à cidade [1][2][3]